# Moxabustão
Moxabustão (também grafada moxibustão ) é uma espécie de acupuntura térmica, feita pela combustão da erva Artemisia sinensis e Artemisia vulgaris.  
É uma técnica terapêutica da Medicina Tradicional Chinesa. Baseia-se nos mesmos princípios e conhecimento dos meridianos de energia trabalhados na acupuntura, sendo amplamente utilizada nos sistemas de medicina tradicional da China, Japão, Coreia, Vietnã, Tibete, e Mongólia.  
Pressupõe-se que a moxabustão trate e previna doenças, através da aplicação de calor em pontos e/ou em certas regiões do corpo humano.
Desde 2010 que a acupuntura e a moxabustão estão classificadas pela UNESCO na lista representativa do Património Cultural Imaterial da Humanidade

## Etimologia
Provém da aglutinação dos termos «moxa» e «combustão», com elisão do prefixo -com.
A moxa é o cone ou bastonete de algodão, misturado com substâncias vegetais, (tradicionalmente as já sobreditas artemísia-vulgar ou a artemísia-chinesa), que são queimadas e usadas com fins terapêuticos no ensejo da medicina tradicional chinesa, nomeadamente através da cauterização da pele.
A palavra «moxa», por seu turno, resulta do aportuguesamento do étimo japonês, mókusa, por seu turno uma aglutinação dos étimos moe kusa, que significam «erva para queimar».

## Terminologia
As primeiras referências ocidentais à moxabustão podem ser encontradas em cartas e relatórios escritos por missionários portugueses no Japão do século XVI. Eles a chamavam de "botão de fogo", uma expressão originalmente usada para ferros de cauterização ocidentais de cabeça redonda. Hermann Buschoff, que publicou o primeiro livro ocidental sobre o assunto em 1674, usou o termo japonês mókusa. Posteriormente, autores juntaram o termo "moxa" com o termo latino combustio ("queima").
O nome da erva artemísia usada na moxabustão é ài ou àicǎo (艾, 艾草) em chinês e yomogi (蓬) em japonês. Os nomes chineses para moxabustão são jiǔ (灸) e jiǔshù (灸術); os japoneses usam os mesmos caracteres e pronunciam kyū e kyūjutsu. Em coreano, a leitura é tteum (뜸). O folclore coreano atribui o desenvolvimento da moxabustão ao lendário imperador Dangun.
O ideograma chinês para moxabustão compõe metade da palavra chinesa  zhēnjiǔ, ou japonesa "shinkyu" (針灸), que é geralmente traduzida como "acupuntura" no ocidente.[carece de fontes?]

## Teoria e prática
A combustão da artemísia tem a propriedade de aquecer profundamente. A aplicação do calor produzido pela moxa nos pontos ou meridianos de acupuntura remove bloqueios de energia que obstruem o seu fluxo pelos meridianos. Ela também estimula a circulação suave de sangue no organismo. Alguns acreditam que ela elimine a umidade e o frio que promovem disfunções no organismo. Também se acredita que ela tenha o poder de virar bebês que estão com posição invertida no útero.
Os praticantes alegam que a moxabustão é especialmente efetiva no tratamento de problemas crônicos, "condições de deficiência" e gerontologia. Bian Que (fl. circa 500 a.C.), um semilendário médico chinês da antiguidade e primeiro especialista em moxabustão, discutiu as vantagens da moxabustão sobre a acupuntura na sua obra clássica Bian Que Neijing. Ele afirmou que a moxabustão podia adicionar nova energia ao corpo e podia tratar tanto condições de excesso quanto de deficiência.
Os praticantes podem usar agulhas de acupuntura de vários materiais em combinação com a moxabustão.
Existem vários métodos de moxabustão. Três deles são: direto com cicatrização, direto sem cicatrização e moxabustão indireta. O primeiro coloca um pequeno cone de moxa sobre a pele, no acuponto, e queima até que a pele forme uma bolha. Posteriormente, ocorre a cicatrização do local. O segundo método remove a moxa ardente da pele antes que ocorra lesão. A moxabustão indireta mantém um charuto de moxa aceso próximo à pele de modo a aquecer o acuponto, ou coloca o charuto sobre uma agulha de acupuntura inserida no acuponto de modo modo a aquecê-la.
Chuanwu lingji lu (Registro dos Ensinamentos Soberanos), de Zhang Youheng, foi um tratado de acumoxa completado em 1869. Ele apresentava várias ilustrações coloridas que mostravam os pontos onde a moxa podia ser aplicada para tratar as doenças.  
O efeito do calor ou radiação infravermelha se soma à energia yang do corpo, potencializando esse aspecto (yang) da energia (chi), podendo inclusive ser conduzido até o seu extremo, ou seja, a transformação no aspecto oposto da energia (yin). O calor de um dia quente pode ser amenizado com xícara de chá.[carece de fontes?]
Na patologia chinesa, as doenças reumáticas são classificadas como doenças do frio, da tristeza e da umidade. O frio patogênico tem características Yin e consome o Qi (Chi) Yang. Predomina no inverno, assim como as doenças do frio. Pode ser causado por contração e estagnação ou por exposição ao frio após transpirar, ou ser apanhado pelo vento e chuva.[carece de fontes?]
A depleção do Yang pode ser percebida por: membros frios; palidez, diarreia com fragmentos de alimentos não digeridos nas fezes; urina límpida e abundante.[carece de fontes?]
A umidade predomina no final do verão, época de chuvas, torna-se susceptível aos seus efeitos patogênicos com o uso de roupas molhadas e/ou residência em locais úmidos, ou mesmo contatos frequentes (ocupacionais) com a água. Se caracteriza por indolência e estagnação além de sintomas como tontura, cansaço, opressão no peito e epigástrio, náusea, vômitos, viscosidade e sabor adocicados na boca. Doenças de pele, alergias, abcessos, úlceras gotosas, leucorreia de fluxo abundante são manifestações de seu poder patogênico. Como foi dito, pode se combinar com o frio ou calor.[carece de fontes?]
No ocidente, os efeitos da temperatura no corpo humano foram bastante estudados durante o final do século XIX e início do século XX consolidando-se no que é conhecido como hidroterapia ou termalismo. Atualmente, o tratamento com aplicação de calor (termoterapia) é administrado (geralmente com lâmpadas infravermelhas) por fisioterapeutas, embora ainda se utilizem saunas de vapor e banhos quentes. O ofurô, apesar de amplamente utilizado no Japão, aparentemente não integra o elenco das práticas médicas tradicionais da Ásia.[carece de fontes?]
Apesar da concepção de saúde-doença e tratamento da moxabustuão e acupuntura serem essencialmente semelhantes, não se aplica a moxabustão em todos os pontos de acupuntura. Kikuchi, em sua prática e seu livro sobre o tema, selecionou 78 pontos (tsubo em japonês) com indicação clínica e resultados empíricos de eficácia.[carece de fontes?]
Do ponto de vista ocidental, os efeitos da aplicação de calor são as alterações no comportamento metabólico/celular (elevação), circulatório (vaso-dilatação), na função nervosa (relaxamento muscular e sedação) Observe-se que, do ponto de vista da fisiologia chinesa, a energia yang corresponde à tonificação (aumento da taxa metabólica), e a diminuição da rigidez e espasmo favorecem o movimento e atividade.[carece de fontes?]

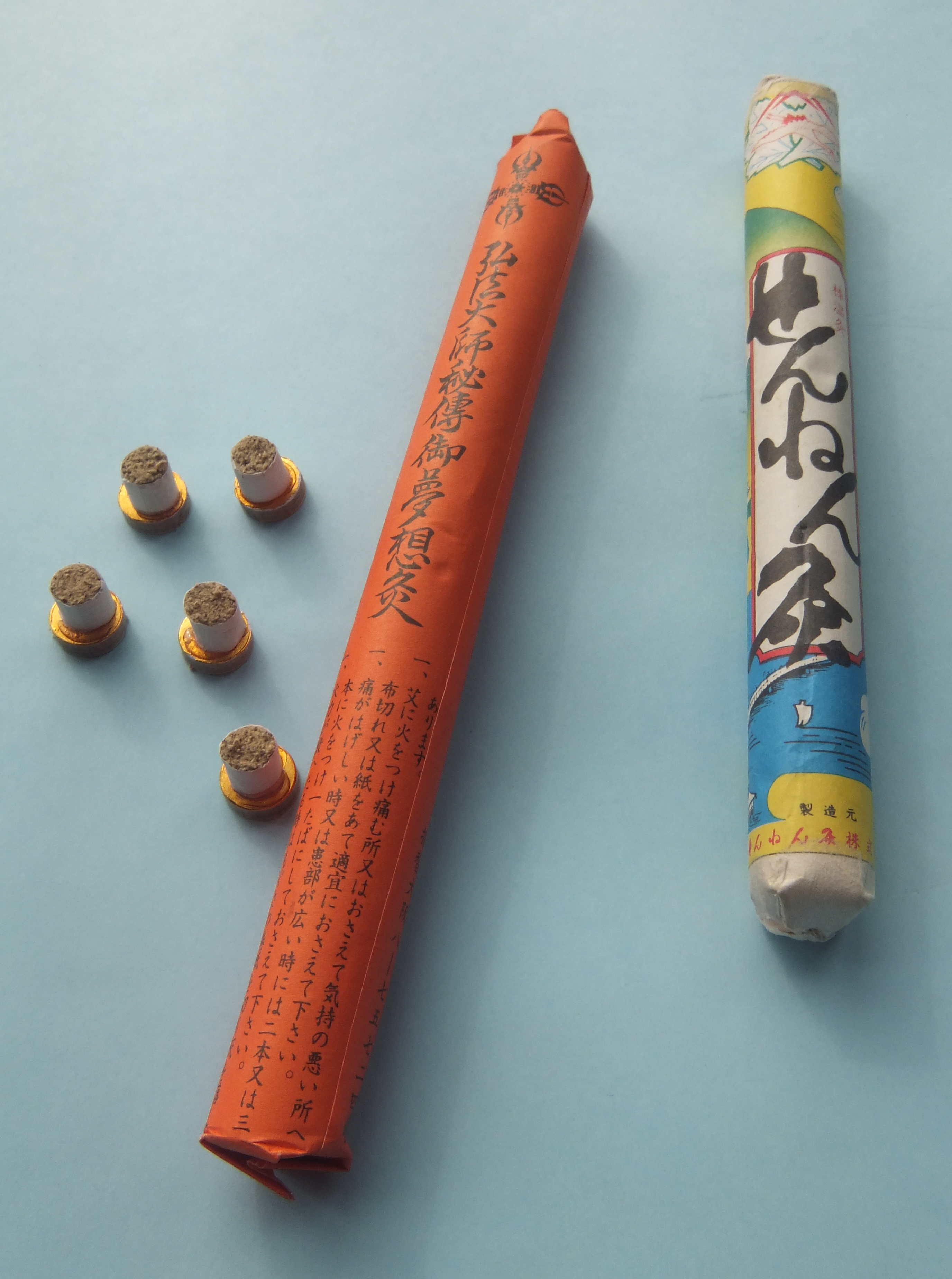
Bastão e cones pré-fabricados de artemísia para moxa

## Efetividade e segurança
A maior parte da pesquisa sobre moxabustão vem da China, e é geralmente de baixa qualidade. Seus praticantes, no entanto, a veem como uma panaceia.
Um artigo da Colaboração Cochrane encontrou evidências limitadas da efetividade da moxabustão no caso de bebês com posição invertida no útero, e pediu mais pesquisas sobre o tema. 
A moxabustão também foi estudada no tratamento de dor, câncer, acidente vascular cerebral, colite ulcerosa, obstipação e hipertensão. Artigos concluíram que tais estudos foram, no entanto, de baixa qualidade, com possível viés de publicação.
A moxabustão tem o risco de efeitos adversos, incluindo queimadura e infecção. Efeitos colaterais da moxabustão incluem náusea, irritação da garganta e dor abdominal proveniente de contrações.